# Achatocarpaceae
Achatocarpaceae Heimerl, 1934 è una famiglia di piante angiosperme dell'ordine Caryophyllales, diffusa nel Nuovo Mondo.

## Tassonomia
La famiglia comprende i seguenti generi:
- Achatocarpus Triana (9 specie)
- Phaulothamnus A.Gray (1 sp.)